# グラシアス・ア・ディオス岬
グラシアス・ア・ディオス岬（スペイン語: Cabo Gracias a Dios）は中央アメリカのカリブ海岸にある岬で、ホンジュラスとニカラグアの国境地帯にある。ニカラグアの国土は北東を向いた二等辺三角形をしているが、グラシアス・ア・ディオス岬はその頂点に位置する。またホンジュラスの東端にあたる。
ホンジュラスとニカラグアの国境は岬に流れこむココ川であり、川の北がホンジュラス、南がニカラグアになる。

## 歴史
最初にこの岬に到達した西洋人はクリストファー・コロンブスで、1502年9月12日にこの岬で嵐を避けた（北大西洋のハリケーンの季節にあたる）。コロンブスの息子のフェルナンド (Ferdinand Columbus) の伝えるところによれば、岬を巡っている間、3隻のカラベラ船は嵐のために2週間にわたって揺れつづけた。嵐が静まったとき、災害から生きて逃がれられたことをコロンブスは神に感謝した。そこから「グラシアス・ア・ディオス」（神に感謝）という名前がついた。
なおオンドゥラス（ホンジュラス）という名前はこの土地は岬を通って帰る前につけられた。